# Jethro Tull
Jethro Tull je angleška rock skupina, ki je nastala leta 1967. Njeno glasbo je zaznamoval izrazit vokal in flavta Iana Andersona. V začetku so igrali blues rock, kasneje so dodajali elemente klasične glasbe, folka in jazza.
Skupina je prodala več kot 60 milijonov plošč.

## Diskografija
- This Was (1968)
- Stand Up (1969)
- Benefit (1970)
- Aqualung (1971)
- Thick as a Brick (1972)
- A Passion Play (1973)
- War Child (1974)
- Minstrel in the Gallery (1975)
- Too Old to Rock 'n' Roll: Too Young to Die! (1976)
- Songs from the Wood (1977)
- Heavy Horses (1978)
- Stormwatch (1979)
- A (1980)
- Broadsword and the Beast (1982)
- Under Wraps (1984)
- Crest of a Knave (1987)
- Rock Island (1989)
- Catfish Rising (1991)
- Roots to Branches (1995)
- J-Tull Dot Com (1999)
- The Jethro Tull Christmas Album (2003)
- The Zealot Gene (2022)
- RökFlöte (2023)
- Curious Ruminant (2025)

Skupina trenutno pripravlja nov album, ki bo izdan konec 2008 ali v začetku 2009.